# Jazownia
Jazownia (ukr. Язавні) – wieś na Ukrainie w rejonie kowelskim, w obwodzie wołyńskim. W II Rzeczypospolitej miejscowość wchodziła w skład gminy wiejskiej Lelików w powiecie kobryńskim województwa poleskiego. Do II wojny światowej w pobliżu wsi znajdowały się chutory: Huska, Karaułka, Kreczetowo, Oleśce, Tuszanowo Małe, Tuszanowo Wielkie, Wysokie oraz Zamuczenica.
Do 2020 w rejonie ratnieńskim.